# Грищенко Петро Денисович
Гри́щенко Петро́ Дени́сович (нар. 29 червня (12 липня) 1908 — 14 січня 1991) — радянський військовик, учасник Другої світової війни, командир підводного човна Л-3 Фрунзенець. Капітан I рангу (24.01.1950). Кандидат військових наук СРСР, доцент.

## Біографія
Народився 29 червня (12 липня) 1908 року в селі Голта Кам'яномостівської волості Ананьївського повіту Херсонської губернії (тепер місто Первомайськ Миколаївської області) і охрещений 6(19) липня в Свято-Миколаївській церкві Голти священником Стефаном Булат-Бордуєвським. Батьки: селянин села Кодимка тієї ж волості Денис Андрійович Грищенко і законна його дружина Катерина Петрівна.
Після смерті батька у 1916 році виховувався у родині діда (маминого батька). Навчався у церковнопарафіяльній та залізничній школах.

### Початок військової кар'єри
1 жовтня 1928 року призваний до лав РСЧФ. Член ВКП(б) з 1929 року. У 1931 році закінчив військово-морське училище імені М. В. Фрунзе й отримав направлення на підводний човен Б-2 «Пантера» (типу «Барс») помічником вахтового начальника, згодом — ТВО командира.
Пройшов навчання у мінному класі Спеціальних курсів командного складу ВМС РСЧА у 1932 році.
У червні 1933 року призначений начальником БЧ-3 на підводному човні Д-2 «Народоволець», у квітні 1934 року — помічником командира підводного човна Д-1 «Декабрист».
Після закінчення Навчального загону підплаву імені С. М. Кірова у 1935 році отримав призначення на підводний човен Чорноморського флоту Д-5 «Спартаківець»: спочатку помічником командира, а згодом — командиром судна. Перебував на цій посаді до лютого 1938 року.
З 1938 по 1940 роки навчався у Військово-морській академії імені К. Є. Ворошилова. Після закінчення академії у липні 1940 року капітан III рангу П. Д. Грищенко приймає під своє командування підводний човен Балтійського флоту Л-3 «Фрунзенець» (типу «Ленінець»).

### Німецько-радянська війна
Учасник німецько-радянської війни з червня 1941 року.
Л-3 «Фрунзенець» під командуванням П. Д. Грищенка здійснила 4 бойових походи загальною тривалістю 81 доба. За цей час було проведено 5 торпедних атак з випуском 10 торпед, внаслідок чого було потоплене шведське судно водотоннажністю 5.513 брт. Крім того, було проведено 7 мінних постановок (80 мін), ефективність яких оцінюється у 8 суден (14.347 або 14.282 брт).
У лютому 1943 року переведений у відділ підводного плавання, а з вересня 1943 року й до кінця війни — заступник начальника (начальник 3-го відділення) розвідувального відділу штабу Балтійського флоту.

### Повоєнні роки
У червні 1945 року капітан ІІ рангу П. Д. Грищенко призначений командиром дивізіону підводних човнів Балтійського флоту.
З квітня 1946 року — знову на штабній роботі: старший офіцер, начальник відділення відділу бойової підготовки штабу Балтійського флоту.
У грудні 1946 року П. Д. Грищенко перейшов на викладацьку роботу до 2-го Вищого військово-морського училища підводного плавання (2-ге ВВМУ ПП), де обіймав посаду заступника начальника училища з навчальної частини. Також був ад'юнктом Військово-морської академії імені К. Є. Ворошилова. Захистив кандидатську дисертацію на тему «Аналіз використання підводних човнів у Великій Вітчизняній війні» й отримав науковий ступінь кандидата військово-морських наук.
У 1964 році вийшов у запас. Займався літературною діяльністю.
Помер 14 січня 1991 року в Москві.

## Нагороди
У різні роки понад 10 разів представлявся до присвоєння звання Героя Радянського Союзу, проте так і не отримав його.
Нагороджений двома орденами Леніна, орденами Червоного Прапора, Вітчизняної війни 1-го ступеня, двома орденами Вітчизняної війни 2-го ступеня, двома орденами Червоної Зірки, медалями.
Також нагороджений іменним годинником (Наказ РВР СРСР від 28.02.1934 року № 0249/с).

## Літературна діяльність
П. Д. Грищенко є автором праці «Боевая деятельность подводных лодок Краснознаменного Балтийского флота на Балтийском море в Великой Отечественной войне 1941—1945 гг.» (1952), а також книг військових спогадів:
- «Мои друзья-подводники» — Л.: Лениздат, 1966.
- «Соль службы» — Л.: Лениздат, 1979.
- «На минном заградителе Л-3» — М., 1981.
- «Схватка под водой» — М.: Молодая гвардия, 1983.

## Вшанування пам'яті
У 1991 році вийшла друком книга Г. Г. Костєва «Герой Балтики», присвячена прославленому командирові Л-3.
У 2010 році створено документальний фільм про життя П. Д. Грищенка «Неустрашимый. Подводная война Петра Грищенко».
У 2016—2024 роках вулиця Квіткова у місті Первомайську носила ім'я Петра Грищенка.